# Ульяновское высшее военно-техническое училище
Ульяновское высшее военно-техническое училище имени Богдана Хмельницкого — высшее военное учебное заведение (военное училище) в городе Ульяновске (в 1948 году — в Черновцах, в 1948—1960 годах — в Виннице), осуществлявшее подготовку офицерских кадров для Тыла Вооружённых сил СССР и Российской Федерации с 1948 по 2011 годы.

## История училища
24 октября 1947 года министр Вооружённых Сил СССР подписал приказ «О формировании военно-технического училища службы снабжения горючим» с дислокацией в городе Черновцы. Первые курсанты численностью 300 человек наполовину состояли из старослужащих, прошедших горнило войны. Чтобы ускорить приход в войска специалистов по горючему, в училище организовали курсы усовершенствования офицерского состава (КУОС), выпускники которых внесли существенный вклад в развитие службы горючего.
Занятия начались 1 апреля 1948 года. Сейчас эта дата отмечается как день создания училища.
В декабре училище было передислоцировано в город Винница (УССР). Здесь в августе 1950 года и состоялся первый выпуск офицеров службы горючего.
Указом Президиума Верховного Совета Украинской ССР от 16 января 1954 года в честь 300-летия воссоединения Украины с Россией училищу было присвоено имя национального героя Украины — Богдана Хмельницкого.
В августе 1960 года училище перебазируется в город Ульяновск на базу расформированного 2-го Ульяновского танкового училища имени М. В. Фрунзе, а в 1969 году переводится в разряд высших военно-учебных заведений страны.
В 1974 году состоялся первый выпуск офицеров с высшим военно-специальным образованием, а также был произведен первый набор курсантов с 5-летним сроком обучения на инженерном факультете.
С 1979 года училище стало выпускать специалистов по двум направлениям — военных инженеров-механиков и инженеров-технологов.
В 1987 году в училище была создана научно-исследовательская группа курсантов с перспективой продолжения их обучения в адъюнктуре, в 1991 году для организации научной работы, подготовки научно-педагогических и научных кадров образуется научно-исследовательский отдел, а в 1992 году открывается очная адъюнктура.
До 1991 года училище состояло из 4 факультетов (1-й, 2-й — командные, 3-й — инженерный, 4-й — спецфакультет для подготовки офицеров иностранных армий социалистических стран).
С 1991 года срок обучения курсантов на всех факультетах увеличивается до 5 лет.
В сентябре 1998 года, при очередном реформировании системы военного образования, Ульяновское высшее военно-техническое училище переводится в статус Ульяновского филиала Военной академии тыла и транспорта (г. Санкт-Петербург), однако опыт показал нецелесообразность такого объединения, и в 2005 году училище вновь обрело самостоятельность.
В 1998 году при училище был создан диссертационный совет для рассмотрения диссертационных работ по научным специальностям: «Тыл Вооружённых сил», «Специальные топлива и горюче-смазочные материалы». За время существования совета в нём защитили кандидатские диссертации 24 адъюнкта и соискателя. В тот момент на кафедрах трудились 22 доктора наук, а также 83 кандидата наук. Диссертационный совет училища по своему составу является межрегиональным и объединяет научные школы Москвы, Санкт-Петербурга и Ульяновска.
С 1 июля 2005 года училище перешло на обучение по новым программам. Учебно-воспитательный процесс вёлся с применением современных информационных технологий, компьютеризации и телевидения в соответствии с государственными общеобразовательными стандартами высшего профессионального образования и квалификационными требованиями, определяющих содержание и уровень подготовки выпускника по специальности.
Училище имело в своем составе: 5 курсантских батальонов, школу прапорщиков, учебную роту подготовки младших специалистов. Учебные структуры включали: 15 кафедр, отделы, службы, батальон обеспечения учебного процесса и Учебный центр в окрестностях села Солдатская Ташла.
К 2008 году, за 60 лет своего существования в училище подготовлено свыше 16 тысяч офицеров, 41 человек стали генералами.
Ульяновское Высшее Военно-Техническое Училище расформировано в 2011 году. Последний выпуск составил 223 человека, из них 2 курсанта получили золотые медали, 23 – дипломы с отличием..
С 2011 по 2024 год в зданиях училища размещалось Ульяновское гвардейское суворовское военное училище.
В 2023 году было принято решение Министерства обороны о создании в Ульяновске Высшего военного авиационного училища на базе бывшего технического училища.

## Начальники училища
Винницкий период

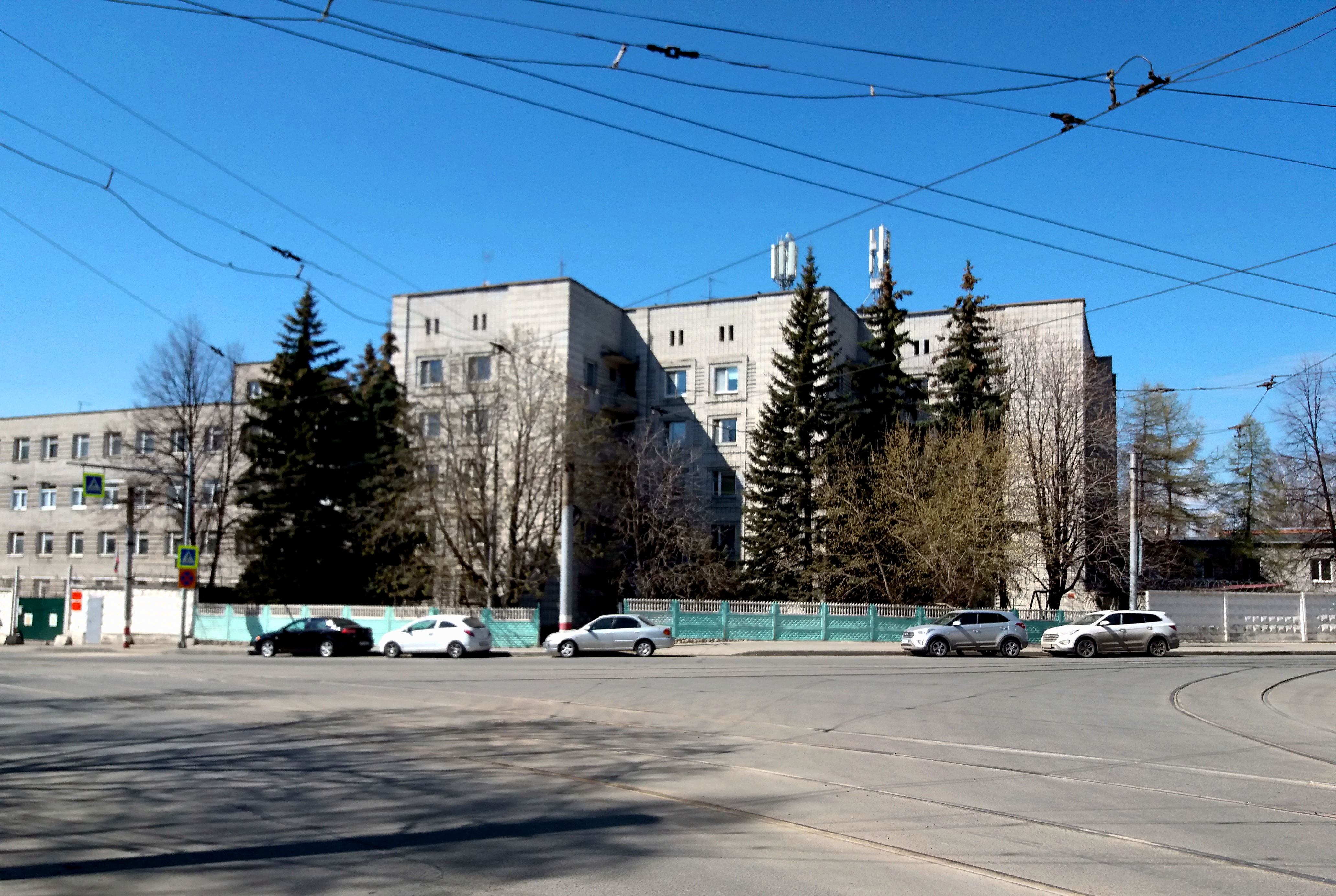
Здание УВВТУ.

- полковник, позже генерал-майор Иван Романович Лашко (апрель 1948 — ноябрь 1960);

Ульяновский период

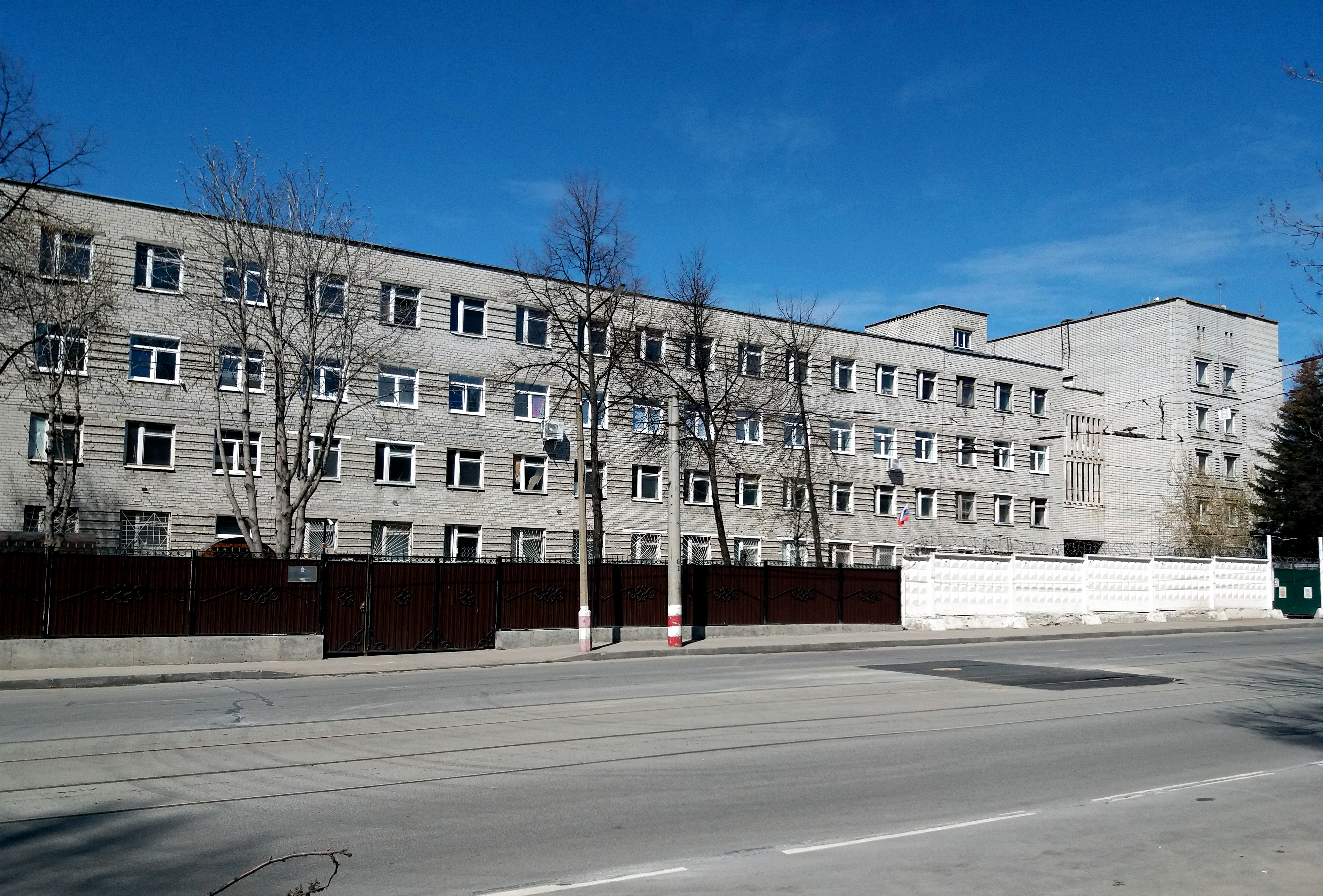
Здание УВВТУ.

- генерал-майор Николай Иванович Гаретнин (1960—1964);
- генерал-майор Владимир Александрович Турчинский (1964—1978);
- генерал-майор Евгений Владимирович Якушенко (1978—1985);
- генерал-майор Казимир Иванович Баранский (1985—1990);
- генерал-майор Алексей Васильевич Швецов (1990—2001);
- генерал-майор Александр Валентинович Морохов (2001—2009);
- генерал-майор Леонид Григорьевич Куц (2009—2011).

## Известные преподаватели
- Алтунина Любовь Константиновна — химик, профессор кафедры высокомолекулярных соединений и нефтехимии Томского государственного университета; директор Института химии нефти СО РАН, занимала позицию старшего преподавателя на кафедре химии.
- Иньков Николай Иванович — советский борец классического стиля, чемпион и призёр чемпионатов Европы, призёр Кубка мира, Заслуженный мастер спорта СССР, Заслуженный тренер России (2000),  преподаватель кафедры физического воспитания.
- Трофимов Жорес Александрович — преподаватель в училище в 1960-х гг.[9]
- Петрищев Игорь Олегович — преподаватель в училище в 2006 — 2011 гг., ныне ректор УлГПУ[10][11][12].

## Известные выпускники
- генерал-полковник Булыга Андрей Михайлович — заместитель Министра обороны Российской Федерации по материально-техническому обеспечению с 11 марта 2024 года[13].
- генерал-майор Середа, Владимир Васильевич — начальник 25 Государственного научно-исследовательского института химмотологии Минобороны России (с 1994 г. по 2020 г.), доктор технических наук.
- генерал-майор Бричев Валерий Махмудович — начальник штаба, 1-й заместитель начальника тыла Ракетных войск стратегического назначения
- генерал-лейтенант Легавин Виктор Николаевич — заместитель командующего Ракетными войсками стратегического назначения по тылу (2005—2008).
- генерал-майор Майоров Павел Васильевич — заместитель начальника штаба тыла внутренних войск МВД России, заместитель начальника управления материального обеспечения тыла ГКВВ МВД России (1999—2011).
- полковник Демиров Владимир Иванович — начальник Управления ракетного топлива и горючего Министерства обороны Российской Федерации.
- полковник Бадаев Дмитрий Александрович — начальник Межвидового регионального учебного центра связи — начальник Ульяновского гарнизона, окончил Ульяновское высшее военное техническое училище с золотой медалью[14][15][16][17].
- Белозерцев Сергей Владимирович — российский государственный деятель, депутат Госдумы.
- Курятенко Олег Анатольевич — бывший поселковый голова Новоозёрного, Евпаторийского городского совета.
- Черноморов Александр Николаевич — политический и общественный деятель Крыма и Украины.
- Моисеенков Григорий Петрович, капитан, окончил курсы усовершенствования офицерского состава при Винницком военно-техническом училище [18].

## Память
- В 2005 году, на территории военного городка Ульяновского высшего военно-технического училища, сооружён монумент с именами 30-ти выпускникам училища, погибшим при исполнении воинского долга[18]. Также на территории военного городка бывшего Ульяновского высшего военно-технического училища, сооружёны монументы Выпускникам-танкистам и Ветеранам ГСМ, памятники В. И. Ленину и Б. Хмельницкому[19].
- На улице Карла Маркса открыли сквер УВВТУ.
- 31.03.2018 года в сквере УВВТУ был открыт монумент ветеранам и выпускникам УВВТУ[20][21].
- На КПП УВВТУ была открыта мемориальная доска УВВТУ.
- 10 мая 2019 года в сквере Ульяновского высшего военно-технического училища им. Богдана Хмельницкого состоялся митинг-реквием[22][23].
- 1 апреля 2023 года в Ульяновске прошло праздничное мероприятие, посвященное 75-летию основания Ульяновского высшего военно-технического училища[24].

## Галерея

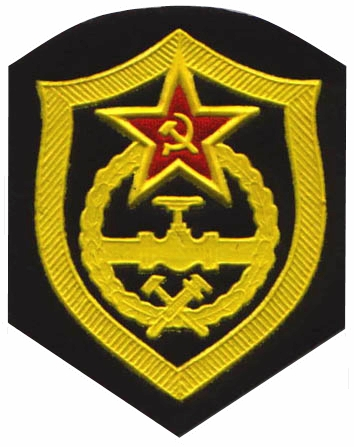
Нарукавный знак
Памятник Ветеранам и выпускникам УВВТУ
Мемориальная доска УВВТУ
Сквер в память о УВВТУ
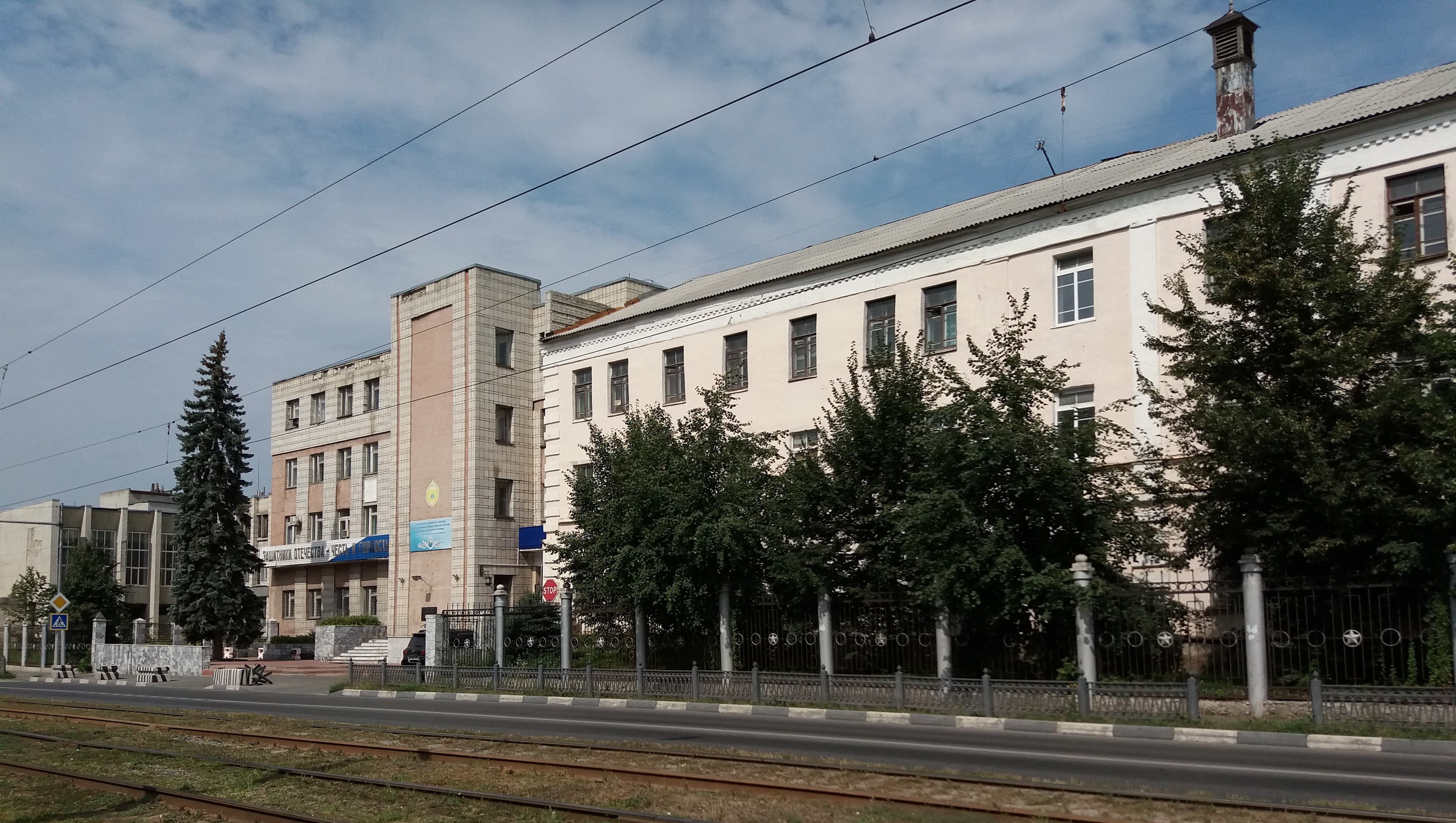
Здание УВВТУ
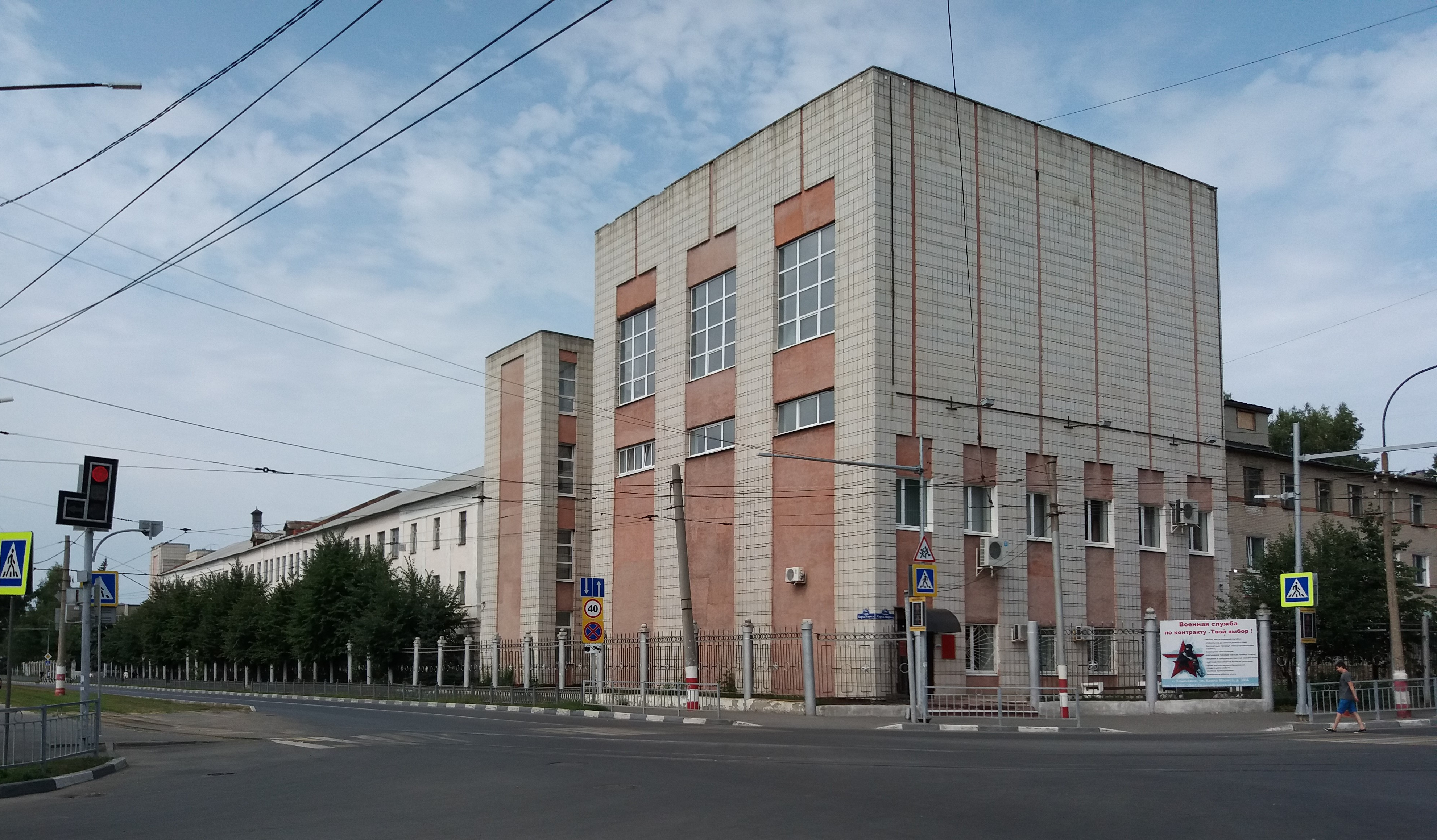
Здание УВВТУ
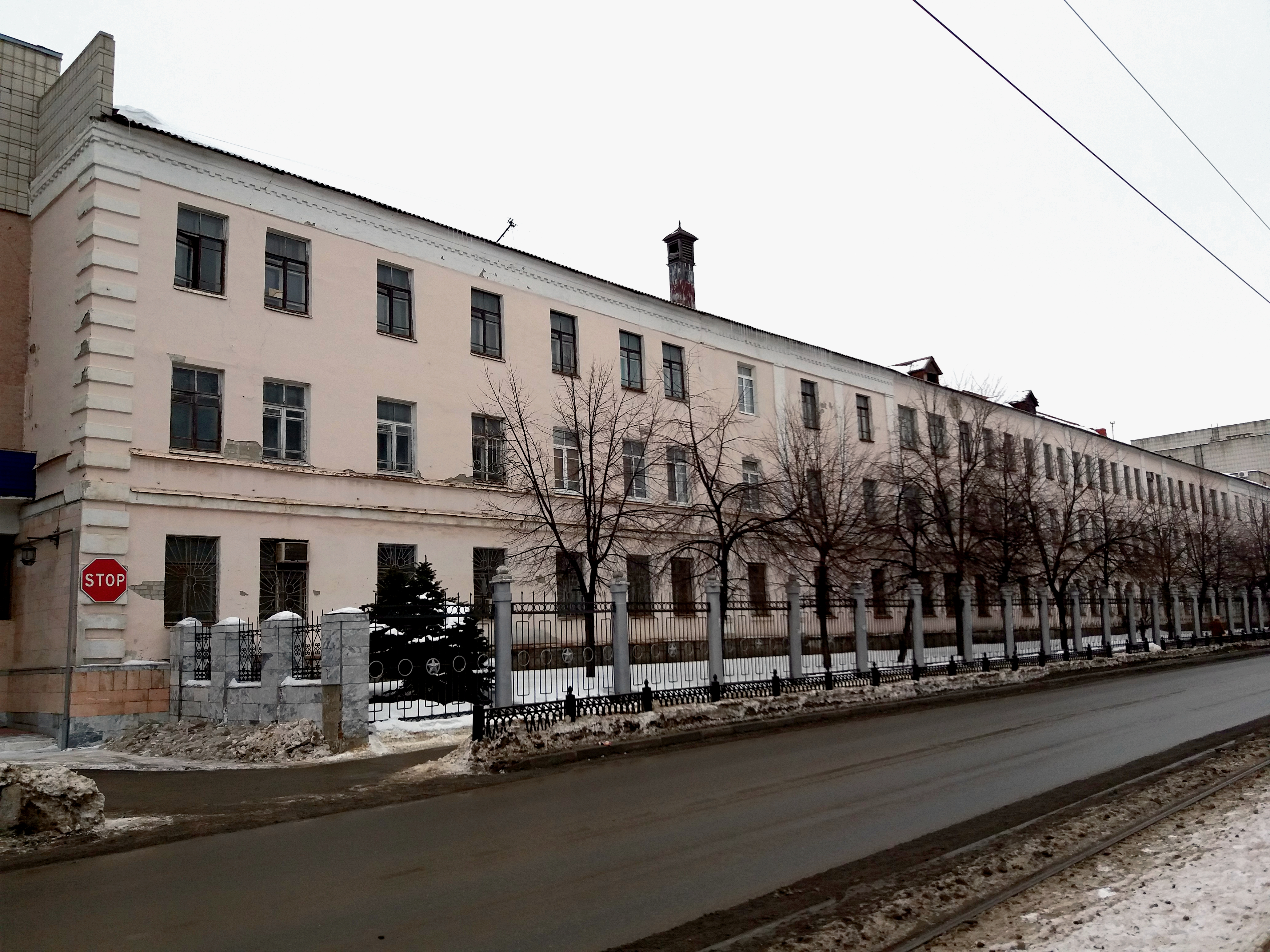
Здание УВВТУ
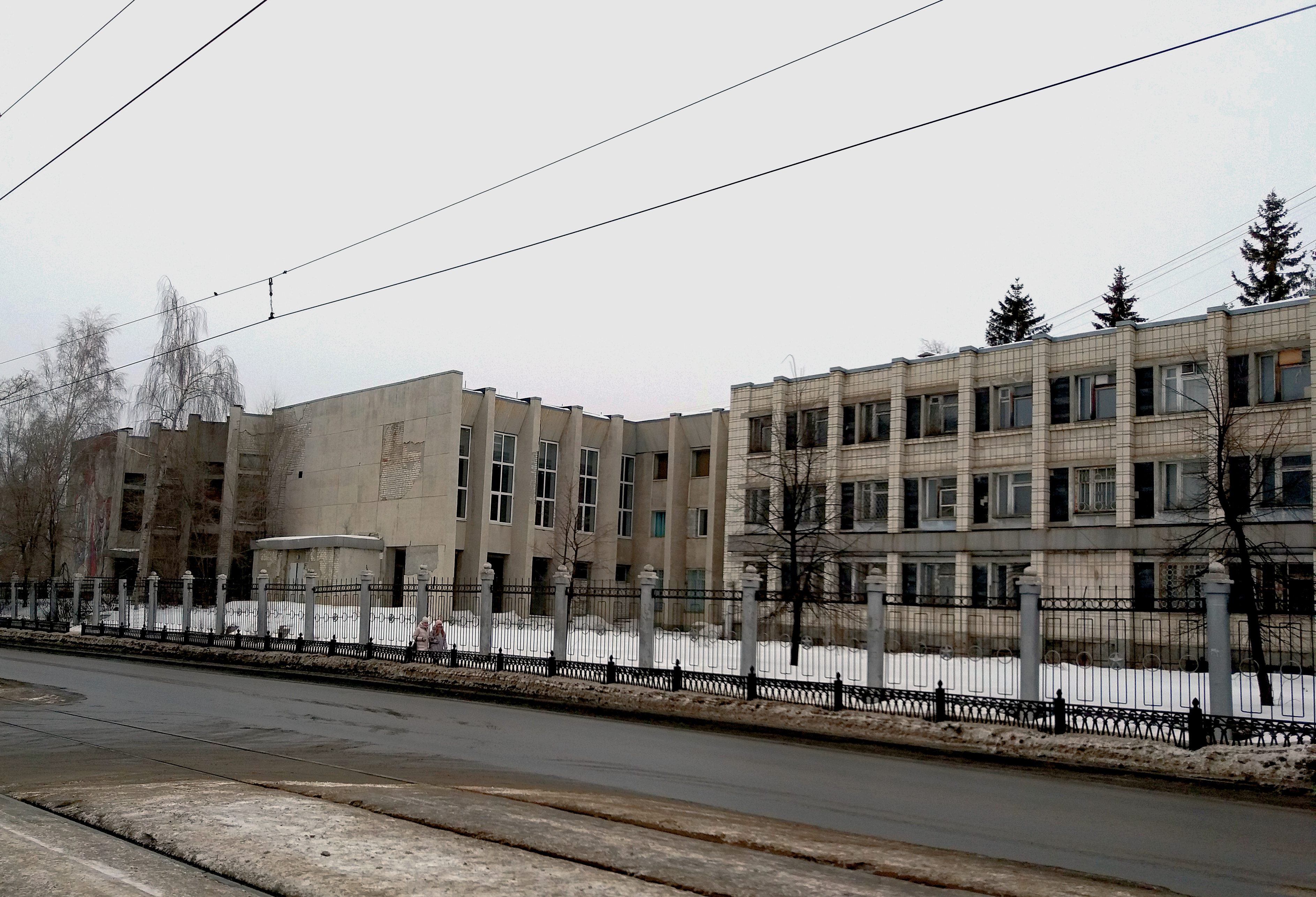
Здание УВВТУ
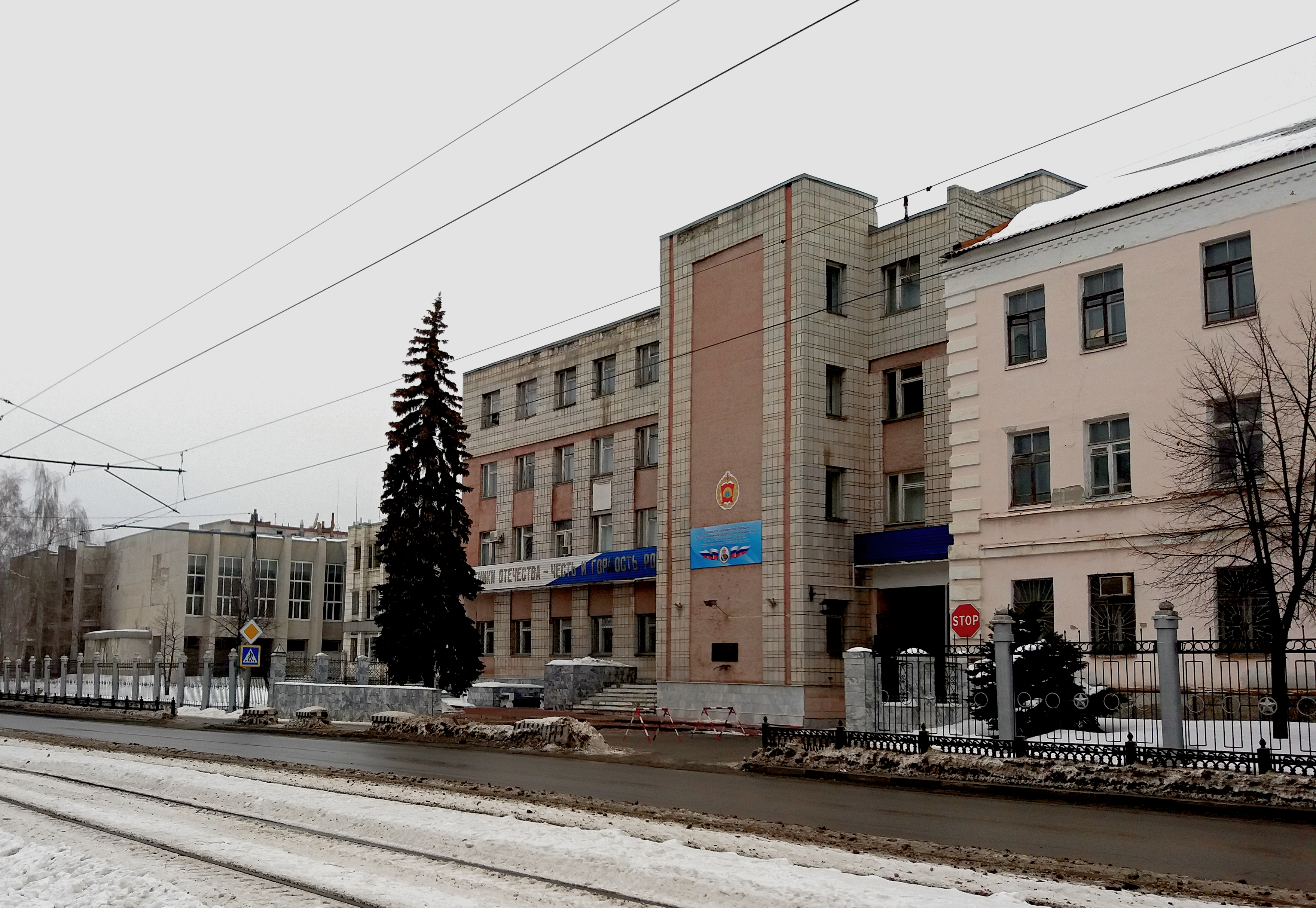
Здание УВВТУ
Аллея лип в сквере УВВТУ
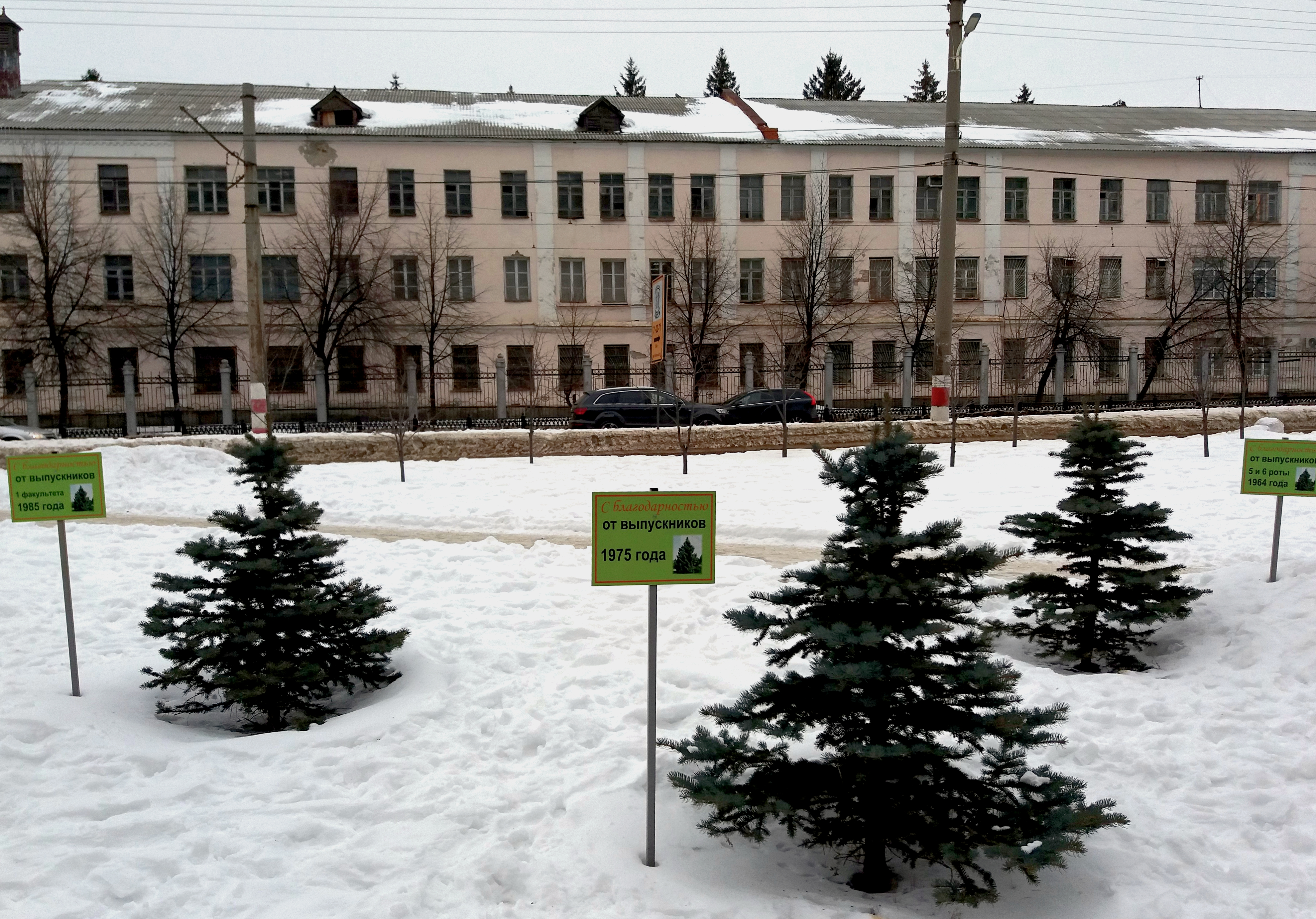
Аллея в сквере УВВТУ
КПП УГСВУ.